# Goethe-Gymnasium Auerbach
Das Goethe-Gymnasium Auerbach ist ein Gymnasium in Form einer Ganztagsschule in Auerbach/Vogtl. im sächsischen Vogtlandkreis.

## Geschichte
1895 wurde auf Druck der Öffentlichkeit wegen schlechtem Schulmaterial und Schulgebäude von den Stadtvätern der Beschluss gefasst eine neue Zentralschule zu errichten. Gebaut wurde diese auf der neu erworbenen Keffels Wiese. Zehn Jahre später erlitt der Mittelteil des Gebäudes einen Brand. Nach anfänglichen Streitigkeiten wurde der Schaden wieder behoben. Bis 1990 fungierte die Schule als Gesamtschule, bis sie dann in ein Gymnasium umgewandelt wurde. Zwei Jahre später wurde die Erweiterte Oberstufe eingeführt. Nach der Schließung des Gymnasiums in Falkenstein wechselten die Schüler auf das Goethe-Gymnasium Auerbach. Zuerst kamen die Schüler der Sekundarstufe II. Ein Jahr später, 1995, wechselten alle restlichen Schüler zum Goethe-Gymnasium Auerbach. 2004 wurde mit der Sanierung des Gebäudes begonnen. Diese ist mittlerweile abgeschlossen.

## Fächer
In Klasse 6 beginnt jeder Schüler eine zweite Fremdsprache, angeboten werden in Auerbach dafür Französisch, Latein und Spanisch.
Neben den normalen Schulfächern ist an der Schule ein weiteres, sehr junges Fach namens CoMa (Computermathematik) im Angebot. Es geht auf die Initiative eines Lehrers zurück und ist vom Sächsischen Kultusministerium als Unterrichtsfach anerkannt worden. CoMa verbindet Mathematik mit Informatik und versucht, mathematische Probleme mithilfe von Programmierung zu lösen.
Als eine Ganztagsschule bietet das Gymnasium Mittagessen, Hausaufgabenbetreuung und verschiedenste Arbeitsgruppen, z. B. SportAGs, ComputerAGs, KunstAG, TheaterAG, Leseclub usw. an.
So existiert auch eine Arbeitsgemeinschaft, die sich mit Wikisource beschäftigt.

## Profilwahl
Ab Klasse 8 kann man zwei Profile wählen:
-Naturwissenschaftliches Profil (Abkürzung:NAWI)
-sportliches Profil.
Bei NAWI hat man zusätzliche Stunden in Physik und Chemie, beim sportlichen Profil wird viel Wert auf Bewegung und Theorie gelegt.

## Schulgebäude
Grob kann das Schulgebäude in ein Hauptgebäude, einen Verbindungsteil und einen Sporthallenkomplex eingeteilt werden. Es handelt sich bei dem Gebäude um einen Klinkerbau. Es gibt zwei Haupteingänge im Osten (Richtung Stadtzentrum) und zwei Nebeneingänge in Richtung Westen, zwei Haupttreppenaufgänge und seit der Sanierung außerdem zusätzliche Treppenaufgänge und Notausgänge an Nord- und Südseite.
Die Schule besitzt weiterhin eine große Aula für Feierlichkeiten, eine Cafeteria und einen Speisesaal, eine Schulbibliothek und kostenlose Schließfächer für jeden Schüler.
Außerdem sind die Fachkabinette sowie alle Klassenzimmer mit moderner Technik ausgestattet.
Es gibt mehrere Computerzimmer und sogenannte Medienecken, die die Schüler für Schulprojekte und auch privat nutzen können.

### Solaranlage
Im Nord-Schulhof steht eine 7,729 Quadratmeter große Photovoltaikanlage mit einem Wirkungsgrad von rund 18 Prozent.

## Schülerzeitung
Die Schülerzeitung HotLINE wird rund 250-mal pro Auflage verkauft. Gegründet wurde sie 1988 in Rebesgrün, einem Ortsteil von Auerbach.